# Championnat de Russie de football 2017-2018
Navigation
Édition précédente Édition suivante
CSKA Moscou
Dynamo Moscou
Lokomotiv Moscou
Spartak Moscou
La saison 2017-2018 de Premier-Liga est la vingt-sixième édition de la première division russe. C'est la septième édition à suivre un calendrier « automne-printemps » à cheval sur deux années civiles. Elle prend place du 15 juillet 2017 au 13 mai 2018, incluant une trêve hivernale entre le 11 décembre 2017 et le 2 mars 2018.
Les seize meilleurs clubs du pays sont regroupés au sein d'une poule unique où ils s'affrontent à deux reprises, à domicile et à l'extérieur, pour un total de 240 matchs.
En fin de saison, le premier au classement est sacré champion de Russie et se qualifie directement pour la phase de groupes de la Ligue des champions 2018-2019, accompagné par son dauphin tandis que le troisième obtient une place dans le troisième tour de qualification de la compétition. Le vainqueur de la Coupe de Russie 2017-2018 est quant à lui qualifié pour la phase de groupes de la Ligue Europa 2018-2019, tandis que le quatrième et le cinquième du championnat se qualifient respectivement pour le troisième et le deuxième tour de qualification de la compétition. La distribution des places de Ligue Europa peut être modifiée en fonction du vainqueur de la Coupe si celui-ci est déjà qualifié pour une compétition européenne par le biais du championnat. Dans le même temps, les deux derniers du classement sont relégués en deuxième division tandis que le treizième et le quatorzième doivent disputer un barrage de relégation face au troisième et au quatrième de cette même division.
Elle voit le Lokomotiv Moscou remporter son troisième titre de champion de Russie, le premier depuis 2004, et succéder au tenant du titre le Spartak Moscou, qui termine quant à lui troisième du championnat derrière le CSKA Moscou. Ils se qualifient ainsi pour la Ligue des champions 2018-2019 tandis que le FK Krasnodar, le Zénith Saint-Pétersbourg et le FK Oufa se qualifient pour la Ligue Europa 2018-2019. Les promus SKA-Khabarovsk et le FK Tosno sont quant à eux relégués en deuxième division à l'issue de la saison. L'Amkar Perm, treizième et pourtant vainqueur de son barrage de promotion face au FK Tambov est finalement rétrogradé administrativement à l'issue de la saison, amenant au repêchage de l'Anji Makhatchkala, qui avait quant à lui été vaincu lors de son barrage contre le Ienisseï Krasnoïarsk.
Le Néerlandais Quincy Promes du Spartak Moscou termine à la fois meilleur buteur et meilleur passeur de la compétition avec quinze buts inscrits et sept passes décisives délivrées.

## Participants
Un total de seize équipes participent au championnat, treize d'entre elles étant déjà présentes la saison précédente, auxquelles s'ajoutent trois promus de deuxième division que sont le Dynamo Moscou, le SKA-Khabarovsk et le FK Tosno qui remplacent les relégués Krylia Sovetov Samara, FK Orenbourg et Tom Tomsk. Le Dynamo effectue son retour après une année d'absence tandis que les deux autres promus découvrent la première division à cette occasion.
La ville de Moscou est de loin la plus représentée avec pas moins de quatre clubs participants, soit un quart du total : le CSKA, le Dynamo, le Lokomotiv et le Spartak. L'oblast de Léningrad est la seule autre région à avoir plus d'un seul représentant avec le FK Tosno et le Zénith Saint-Pétersbourg. L'Oural Iekaterinbourg et le SKA-Khabarovsk sont les seuls clubs localisés dans la partie asiatique du territoire russe.
Parmi ces clubs, trois d'entre eux n'ont jamais quitté le championnat depuis sa fondation en 1992 : les trois équipes moscovites du CSKA, du Lokomotiv et du Spartak. En dehors de ceux-là, le Zénith Saint-Pétersbourg évolue continuellement dans l'élite depuis 1996 tandis que le Rubin Kazan (2003), l'Amkar Perm (2004), l'Akhmat Grozny (2008) et le FK Rostov (2009) sont présents depuis les années 2000.
L'intersaison voit par ailleurs le changement de nom du Terek Grozny qui devient l'Akhmat Grozny.
Légende des couleurs
- Phase de groupes de la Ligue des champions 2017-2018
- Troisième tour de qualification de la Ligue des champions 2017-2018
- Phase de groupes de la Ligue Europa 2017-2018
- Troisième tour de qualification de la Ligue Europa 2017-2018
- Promu de deuxième division

| Club                     | Présent depuis | Classement 2016-2017 | Entraîneur                 | Stade              | Capacité théorique |
| ------------------------ | -------------- | -------------------- | -------------------------- | ------------------ | ------------------ |
| Spartak Moscou           | 1992           | 1                    | Massimo Carrera            | Otkrytie Arena     | 42 000             |
| CSKA Moscou              | 1992           | 2                    | Viktor Goncharenko         | VEB Arena          | 30 000             |
| Zénith Saint-Pétersbourg | 1996           | 3                    | Roberto Mancini            | Stade Krestovski   | 64 287             |
| FK Krasnodar             | 2011           | 4                    | Mourad Moussaïev (intérim) | Stade FK Krasnodar | 34 291             |
| Akhmat Grozny            | 2008           | 5                    | Igor Lediakhov (intérim)   | Akhmad Arena       | 30 597             |
| FK Rostov                | 2009           | 6                    | Valeri Karpine             | Rostov Arena       | 43 702             |
| FK Oufa                  | 2014           | 7                    | Sergueï Semak              | Stade Neftianik    | 15 234             |
| Lokomotiv Moscou         | 1992           | 8                    | Iouri Siomine              | Stade Lokomotiv    | 28 800             |
| Rubin Kazan              | 2003           | 9                    | Kurban Berdyev             | Kazan Arena        | 45 379             |
| Amkar Perm               | 2004           | 10                   | Vadim Ievseïev (intérim)   | Stade Zvezda       | 17 000             |
| Oural Iekaterinbourg     | 2014           | 11                   | Aleksandr Tarkhanov        | Stade central      | 35 696             |
| Anji Makhatchkala        | 2015           | 12                   | Vadim Skripchenko          | Anji Arena         | 24 859             |
| Arsenal Toula            | 2016           | 14                   | Miodrag Božović            | Stade Arsenal      | 20 048             |
| Dynamo Moscou            | 2017           | 1 (D2)               | Dmitri Khokhlov            | Arena Khimki       | 18 636             |
| FK Tosno                 | 2017           | 2 (D2)               | Dmytro Parfenov            | Stade Petrovski    | 21 405             |
| SKA-Khabarovsk           | 2017           | 4 (D2)               | Sergueï Perednia           | Stade Lénine       | 15 200             |

1. 1 2 3  N'est ici comptée que la période depuis la fondation du championnat russe en 1992, indépendamment de l'éventuelle présence dans l'ancien championnat soviétique dont il est le successeur.

### Changements d'entraîneur
| Club                     | Entraîneur partant       | Motif du départ           | Date de départ   | Position   | Entraîneur arrivant        | Date d'arrivée   |
| ------------------------ | ------------------------ | ------------------------- | ---------------- | ---------- | -------------------------- | ---------------- |
| Akhmat Grozny            | Rashid Rahimov           | Consentement mutuel       | 22 mai 2017      | Pré-saison | Oleg Kononov               | 22 mai 2017      |
| Zénith Saint-Pétersbourg | Mircea Lucescu           | Renvoi                    | 28 mai 2017      | Pré-saison | Roberto Mancini            | 1er juin 2017    |
| Arsenal Toula            | Sergueï Kiriakov         | Fin de contrat            | 31 mai 2017      | Pré-saison | Miodrag Božović            | 18 juin 2017     |
| FK Rostov                | Ivan Daniliants (en)     | Fin de contrat            | 1er juin 2017    | Pré-saison | Leonid Kuchuk              | 9 juin 2017      |
| Rubin Kazan              | Javi Gracia              | Consentement mutuel       | 8 juin 2017      | Pré-saison | Kurban Berdyev             | 9 juin 2017      |
| Anji Makhatchkala        | Aleksandr Grigoryan      | Démission                 | 13 août 2017     | 15e        | Vadim Skripchenko          | 14 août 2017     |
| Dynamo Moscou            | Yuriy Kalitvintsev (en)  | Consentement mutuel       | 7 octobre 2017   | 15e        | Dmitri Khokhlov            | 7 octobre 2018   |
| Akhmat Grozny            | Oleg Kononov             | Démission                 | 30 octobre 2017  | 9e         | Mikhaïl Galaktionov        | 30 octobre 2017  |
| FK Rostov                | Leonid Kuchuk            | Démission                 | 6 décembre 2017  | 10e        | Valeri Karpine             | 19 décembre 2018 |
| SKA-Khabarovsk           | Alekseï Poddoubski       | Devient directeur sportif | 20 décembre 2017 | 16e        | Rinat Bilialetdinov (en)   | 12 janvier 2018  |
| Amkar Perm               | Gadji Gadjiev            | Démission                 | 2 mars 2018      | 13e        | Vadim Ievseïev (intérim)   | 2 mars 2018      |
| SKA-Khabarovsk           | Rinat Bilialetdinov (en) | Consentement mutuel       | 31 mars 2018     | 16e        | Sergueï Perednia           | 3 avril 2018     |
| FK Krasnodar             | Igor Chalimov            | Renvoi                    | 2 avril 2018     | 5e         | Mourad Moussaïev (intérim) | 3 avril 2018     |
| Akhmat Grozny            | Mikhaïl Galaktionov      | Démission                 | 7 avril 2018     | 11e        | Igor Lediakhov (intérim)   | 7 avril 2018     |

1. ↑  Entraîneur par intérim dans un premier temps avant d'être confirmé comme entraîneur permanent le 14 décembre 2017[13].

## Compétition

### Règlement
Les équipes alignées sur le terrain ne peuvent contenir plus de six joueurs étrangers chacune en cours de match.
Le classement est établi sur le barème classique de points (victoire à 3 points, match nul à 1, défaite à 0). Pour départager les équipes à égalité de points, on utilise les critères suivants :
1. Confrontations directes (points, matchs gagnés, différence de buts, buts marqués, buts marqués à l'extérieur)
2. Nombre de matchs gagnés
3. Différence de buts générale
4. Buts marqués (général)
5. Buts marqués à l'extérieur (général)
6. Position dans le championnat précédent ou match d'appui

### Classement
| Rang | Équipe                   | Pts | J  | G  | N  | P  | Bp | Bc | Diff |
| ---- | ------------------------ | --- | -- | -- | -- | -- | -- | -- | ---- |
| 1    | Lokomotiv Moscou         | 60  | 30 | 18 | 6  | 6  | 41 | 21 | +20  |
| 2    | CSKA Moscou              | 58  | 30 | 17 | 7  | 6  | 49 | 23 | +26  |
| 3    | Spartak Moscou T S       | 56  | 30 | 16 | 8  | 5  | 51 | 32 | +19  |
| 4    | FK Krasnodar             | 54  | 30 | 16 | 6  | 8  | 46 | 30 | +16  |
| 5    | Zénith Saint-Pétersbourg | 53  | 30 | 14 | 11 | 5  | 46 | 21 | +25  |
| 6    | FK Oufa                  | 43  | 30 | 11 | 10 | 9  | 34 | 30 | +4   |
| 7    | Arsenal Toula            | 42  | 30 | 12 | 6  | 12 | 35 | 41 | -6   |
| 8    | Dynamo Moscou P          | 40  | 30 | 10 | 10 | 10 | 29 | 30 | -1   |
| 9    | Akhmat Grozny            | 39  | 30 | 10 | 9  | 11 | 30 | 34 | -4   |
| 10   | Rubin Kazan              | 38  | 30 | 9  | 11 | 10 | 32 | 25 | +7   |
| 11   | FK Rostov                | 37  | 30 | 9  | 10 | 11 | 27 | 28 | -1   |
| 12   | Oural Iekaterinbourg     | 37  | 30 | 8  | 13 | 9  | 31 | 32 | -1   |
| 13   | Amkar Perm               | 35  | 30 | 9  | 8  | 13 | 20 | 30 | -10  |
| 14   | Anji Makhatchkala        | 24  | 30 | 6  | 6  | 18 | 31 | 55 | -24  |
| 15   | FK Tosno P C             | 24  | 30 | 6  | 6  | 18 | 23 | 54 | -31  |
| 16   | SKA-Khabarovsk P         | 13  | 30 | 2  | 7  | 21 | 16 | 55 | -39  |

Qualifications européennes
- 1er et 2e : phase de groupes
- 3e : troisième tour de qualification
- 4e : phase de groupes [n 3]
- 5e : troisième tour de qualification
- 6e : deuxième tour de qualification

Relégation en deuxième division
- 13e et 14e : barrage de relégation
- 16e : relégation
- 13e et 15e : dissolution

Abréviations
- T : Tenant du titre
- C : Vainqueur de la Coupe de Russie
- S : Vainqueur de la Supercoupe de Russie
- P : Promu de deuxième division

1. ↑  L'Amkar Perm se voit retirer sa licence de première division à l'issue de la saison en raison de garanties financières insuffisantes et d'une dette élevée, et est rétrogradé administrativement[26],[27]. Le club annonce sa dissolution le 18 juin 2018[28].
2. ↑  Le FK Tosno disparaît à l'issue de la saison[29].
3. ↑  Le FK Tosno, vainqueur de la Coupe de Russie 2017-2018, ne parvient pas à obtenir de licence UEFA. La place du vainqueur de la coupe est donc redistribuée au championnat russe[30].

### Résultats
| Résultats (▼dom., ►ext.)                                   | AKH | AMK | ANJ | CSKA | DYN | KRA | LOK | OUF | OUR | ROS | RUB | SKA | SPA | TOS | TOU | ZEN |
| Akhmat Grozny                                              |     | 1-0 | 1-1 | 0-3  | 2-0 | 2-3 | 1-1 | 2-1 | 0-0 | 1-0 | 1-0 | 0-0 | 1-2 | 1-0 | 1-2 | 0-0 |
| Amkar Perm                                                 | 0-0 |     | 1-2 | 0-1  | 2-1 | 1-3 | 2-1 | 0-0 | 1-1 | 0-1 | 0-3 | 3-0 | 0-2 | 0-0 | 0-2 | 0-1 |
| Anji Makhatchkala                                          | 0-2 | 1-0 |     | 1-3  | 1-3 | 1-5 | 0-1 | 1-0 | 0-1 | 0-1 | 1-1 | 4-0 | 1-4 | 2-0 | 3-2 | 2-2 |
| CSKA Moscou                                                | 0-1 | 3-0 | 2-1 |      | 1-2 | 2-1 | 1-3 | 0-0 | 1-0 | 2-0 | 1-2 | 2-0 | 2-1 | 6-0 | 6-0 | 0-0 |
| Dynamo Moscou                                              | 1-1 | 3-0 | 2-0 | 0-0  |     | 0-0 | 0-4 | 1-1 | 0-1 | 2-0 | 0-0 | 2-0 | 2-2 | 0-1 | 2-1 | 0-0 |
| FK Krasnodar                                               | 3-2 | 1-1 | 1-1 | 0-1  | 2-0 |     | 2-0 | 0-1 | 1-1 | 3-1 | 1-1 | 4-1 | 1-4 | 2-0 | 3-0 | 0-2 |
| Lokomotiv Moscou                                           | 0-0 | 0-1 | 1-0 | 2-2  | 3-0 | 2-0 |     | 0-0 | 2-1 | 1-0 | 1-0 | 1-0 | 0-0 | 0-2 | 1-0 | 1-0 |
| FK Oufa                                                    | 3-2 | 3-0 | 3-2 | 1-1  | 1-1 | 0-1 | 1-0 |     | 2-0 | 1-4 | 2-1 | 1-0 | 0-0 | 5-0 | 1-0 | 1-2 |
| Oural Iekaterinbourg                                       | 2-0 | 0-2 | 2-1 | 0-0  | 2-2 | 0-1 | 0-2 | 1-1 |     | 1-1 | 1-1 | 1-1 | 2-1 | 3-1 | 1-1 | 1-1 |
| FK Rostov                                                  | 0-1 | 0-0 | 2-0 | 1-2  | 1-0 | 0-0 | 0-1 | 1-0 | 1-0 |     | 0-1 | 2-0 | 2-2 | 2-0 | 2-2 | 0-0 |
| Rubin Kazan                                                | 3-2 | 0-1 | 6-0 | 0-1  | 0-0 | 1-2 | 1-1 | 0-0 | 0-1 | 1-1 |     | 3-1 | 1-2 | 1-0 | 2-1 | 0-0 |
| SKA-Khabarovsk                                             | 2-2 | 0-2 | 2-0 | 2-4  | 0-1 | 0-1 | 1-2 | 2-2 | 0-3 | 2-1 | 1-1 |     | 0-0 | 0-1 | 1-2 | 0-2 |
| Spartak Moscou                                             | 1-3 | 0-0 | 2-2 | 3-0  | 0-1 | 2-0 | 3-4 | 3-1 | 2-0 | 2-0 | 1-0 | 1-0 |     | 2-1 | 2-0 | 3-1 |
| FK Tosno                                                   | 1-0 | 0-2 | 2-2 | 1-2  | 1-2 | 1-3 | 1-3 | 0-1 | 2-2 | 1-1 | 0-1 | 0-0 | 2-2 |     | 3-2 | 0-1 |
| Arsenal Toula                                              | 1-0 | 0-1 | 2-1 | 1-0  | 1-0 | 1-0 | 2-0 | 2-1 | 2-2 | 2-2 | 0-0 | 1-0 | 0-1 | 1-2 |     | 3-3 |
| Zénith Saint-Pétersbourg                                   | 4-0 | 0-0 | 1-0 | 0-0  | 2-1 | 1-2 | 0-3 | 3-0 | 2-1 | 0-0 | 2-1 | 6-0 | 5-1 | 5-0 | 0-1 |     |
| - Victoire à domicile - Match nul - Victoire à l'extérieur |     |     |     |      |     |     |     |     |     |     |     |     |     |     |     |     |

### Leader par journée
La frise suivante montre l'évolution des équipes ayant successivement occupé la première place :

### Lanterne rouge par journée
La frise suivante montre l'évolution des équipes ayant successivement occupé la dernière place :

### Barrages de relégation
Le treizième et le quatorzième du championnat affrontent respectivement le quatrième et le troisième de la deuxième division à la fin de la saison dans le cadre d'un barrage aller-retour.
L'Amkar Perm parvient à se défaire du FK Tambov à la faveur de deux victoires 2-0 à domicile et 1-0 à l'extérieur, le club est cependant relégué administrativement par la suite. Dans le même temps, le Ienisseï Krasnoïarsk se défait de l'Anji Makhatchkala en l'emportant sur le score cumulé de 6-4, remportant dans un premier temps la victoire à domicile 3-0 avant de perdre lors du prolifique match retour à Makhatchkala sur le score de 4-3. Le Ienisseï accède donc à la première division tandis que l'Anji, qui devait être relégué, est finalement repêché à la suite de la relégation administrative de l'Amkar Perm.
| Équipe                    | Aller | Total | Retour | Équipe                 |
| ------------------------- | ----- | ----- | ------ | ---------------------- |
| Ienisseï Krasnoïarsk (D2) | 3 - 0 | 6 - 4 | 3 - 4  | (D1) Anji Makhatchkala |
| Amkar Perm (D1)           | 2 - 0 | 3 - 0 | 1 - 0  | (D2) FK Tambov         |

| 17 mai 2018 | Ienisseï Krasnoïarsk (D2)                  | 3 - 0 | (D1) Anji Makhatchkala | Futbol-Arena, Krasnoïarsk                      |                                                |
| 19h00 UTC+7 | Koutine (en) 25e (pen.) 58e · Sarkisov 32e |       |                        | Spectateurs : 3 000 Arbitrage : Mikhaïl Vilkov | Spectateurs : 3 000 Arbitrage : Mikhaïl Vilkov |
| 19h00 UTC+7 | Rapport                                    |       |                        | Spectateurs : 3 000 Arbitrage : Mikhaïl Vilkov | Spectateurs : 3 000 Arbitrage : Mikhaïl Vilkov |

| 20 mai 2018 | Anji Makhatchkala (D1)                              | 4 - 3 | (D2) Ienisseï Krasnoïarsk                                    | Anji Arena, Kaspiisk                            |                                                 |
| 21h00 UTC+3 | Poku 45e · Kalmykov 73e · Polouïakhtov (en) 74e 90e |       | 15e Obradović (en) · 16e Semakine (en) · 84e (pen.) Serderov | Spectateurs : 6 100 Arbitrage : Kirill Levnikov | Spectateurs : 6 100 Arbitrage : Kirill Levnikov |
| 21h00 UTC+3 | Rapport                                             |       |                                                              | Spectateurs : 6 100 Arbitrage : Kirill Levnikov | Spectateurs : 6 100 Arbitrage : Kirill Levnikov |

| 17 mai 2018 | Amkar Perm (D1)          | 2 - 0 | (D2) FK Tambov | Stade Zvezda, Perm                                  |                                                     |
| 19h30 UTC+3 | Gol 60e · Balanovich 79e |       |                | Spectateurs : 13 478 Arbitrage : Sergueï Lapochkine | Spectateurs : 13 478 Arbitrage : Sergueï Lapochkine |
| 19h30 UTC+3 | Rapport                  |       |                | Spectateurs : 13 478 Arbitrage : Sergueï Lapochkine | Spectateurs : 13 478 Arbitrage : Sergueï Lapochkine |

| 20 mai 2018 | FK Tambov (D2) | 0 - 1 | (D1) Amkar Perm      | STC Tambov, Tambov                            |                                               |
| 18h00 UTC+4 |                |       | 39e Kostioukhov (en) | Spectateurs : 1 500 Arbitrage : Roman Galimov | Spectateurs : 1 500 Arbitrage : Roman Galimov |
| 18h00 UTC+4 | Rapport        |       |                      | Spectateurs : 1 500 Arbitrage : Roman Galimov | Spectateurs : 1 500 Arbitrage : Roman Galimov |

## Statistiques

### Domicile et extérieur
| Rang | Équipe                   | Pts | J  | G  | N | P | Bp | Bc | Diff |
| ---- | ------------------------ | --- | -- | -- | - | - | -- | -- | ---- |
| 1    | Spartak Moscou           | 32  | 15 | 10 | 2 | 3 | 27 | 13 | +14  |
| 2    | Lokomotiv Moscou         | 31  | 15 | 9  | 4 | 2 | 15 | 6  | +9   |
| 3    | Zénith Saint-Pétersbourg | 30  | 15 | 9  | 3 | 3 | 31 | 10 | +21  |
| 4    | FK Oufa                  | 30  | 15 | 9  | 3 | 3 | 25 | 14 | +11  |
| 5    | CSKA Moscou              | 29  | 15 | 9  | 2 | 4 | 29 | 11 | +18  |
| 6    | Arsenal Toula            | 28  | 15 | 8  | 4 | 3 | 19 | 13 | +6   |
| 7    | FK Krasnodar             | 25  | 15 | 7  | 4 | 4 | 24 | 16 | +8   |
| 8    | FK Rostov                | 23  | 15 | 6  | 5 | 4 | 14 | 9  | +5   |
| 9    | Akhmat Grozny            | 23  | 15 | 6  | 5 | 4 | 14 | 13 | +1   |
| 10   | Dynamo Moscou            | 22  | 15 | 5  | 7 | 3 | 15 | 11 | +4   |
| 11   | Rubin Kazan              | 20  | 15 | 5  | 5 | 5 | 19 | 13 | +6   |
| 12   | Oural Iekaterinbourg     | 20  | 15 | 4  | 8 | 3 | 17 | 16 | +1   |
| 13   | Anji Makhatchkala        | 17  | 15 | 5  | 2 | 8 | 18 | 25 | -7   |
| 14   | Amkar Perm               | 13  | 15 | 3  | 4 | 8 | 10 | 18 | -8   |
| 15   | FK Tosno                 | 11  | 15 | 2  | 5 | 8 | 15 | 24 | -9   |
| 16   | SKA-Khabarovsk           | 10  | 15 | 2  | 4 | 9 | 13 | 24 | -11  |

| Rang | Équipe                   | Pts | J  | G | N | P  | Bp | Bc | Diff |
| ---- | ------------------------ | --- | -- | - | - | -- | -- | -- | ---- |
| 1    | Lokomotiv Moscou         | 29  | 15 | 9 | 2 | 4  | 26 | 15 | +11  |
| 2    | FK Krasnodar             | 29  | 15 | 9 | 2 | 4  | 22 | 14 | +8   |
| 3    | CSKA Moscou              | 29  | 15 | 8 | 5 | 2  | 20 | 12 | +8   |
| 4    | Spartak Moscou           | 24  | 15 | 6 | 6 | 3  | 24 | 19 | +5   |
| 5    | Zénith Saint-Pétersbourg | 23  | 15 | 5 | 8 | 2  | 15 | 11 | +4   |
| 6    | Amkar Perm               | 22  | 15 | 6 | 4 | 5  | 10 | 12 | -2   |
| 7    | Dynamo Moscou            | 18  | 15 | 5 | 3 | 7  | 14 | 19 | -5   |
| 8    | Rubin Kazan              | 18  | 15 | 4 | 6 | 5  | 13 | 12 | +1   |
| 9    | Oural Iekaterinbourg     | 17  | 15 | 4 | 5 | 6  | 14 | 16 | -2   |
| 10   | Akhmat Grozny            | 16  | 15 | 4 | 4 | 7  | 16 | 21 | -5   |
| 11   | Arsenal Toula            | 14  | 15 | 4 | 2 | 9  | 16 | 28 | -12  |
| 12   | FK Rostov                | 14  | 15 | 3 | 5 | 7  | 13 | 19 | -6   |
| 13   | FK Tosno                 | 13  | 15 | 4 | 1 | 10 | 8  | 30 | -22  |
| 14   | FK Oufa                  | 13  | 15 | 2 | 7 | 6  | 9  | 16 | -7   |
| 15   | Anji Makhatchkala        | 7   | 15 | 1 | 4 | 10 | 13 | 30 | -17  |
| 16   | SKA-Khabarovsk           | 3   | 15 | 0 | 3 | 12 | 3  | 31 | -28  |

### Évolution du classement
Le tableau suivant récapitule le classement au terme de chacune des journées définies par le calendrier officiel, les matchs joués en retard sont pris en compte la journée suivante.
| Journées →           | 1  | 2  | 3  | 4  | 5  | 6  | 7  | 8  | 9  | 10 | 11 | 12 | 13 | 14 | 15 | 16 | 17 | 18 | 19 | 20 | 21 | 22 | 23 | 24 | 25 | 26 | 27 | 28 | 29 | 30 | 1er | Barr. | Rel. |
| -------------------- | -- | -- | -- | -- | -- | -- | -- | -- | -- | -- | -- | -- | -- | -- | -- | -- | -- | -- | -- | -- | -- | -- | -- | -- | -- | -- | -- | -- | -- | -- | --- | ----- | ---- |
| Akhmat Grozny        | 5  | 4  | 3  | 3  | 6  | 7  | 8  | 7  | 7  | 7  | 5  | 5  | 9  | 10 | 9  | 9  | 9  | 6  | 7  | 7  | 8  | 9  | 11 | 10 | 11 | 10 | 10 | 10 | 8  | 9  |     |       |      |
| Amkar Perm           | 13 | 14 | 14 | 15 | 16 | 16 | 16 | 16 | 16 | 14 | 11 | 9  | 12 | 12 | 12 | 12 | 12 | 11 | 11 | 13 | 14 | 14 | 15 | 13 | 10 | 13 | 13 | 13 | 13 | 13 |     | 13    | 7    |
| Anji Makhatchkala    | 12 | 8  | 12 | 13 | 15 | 15 | 15 | 14 | 15 | 16 | 16 | 16 | 16 | 16 | 15 | 14 | 15 | 15 | 15 | 15 | 15 | 15 | 13 | 14 | 14 | 14 | 14 | 14 | 14 | 14 |     | 11    | 16   |
| Arsenal Toula        | 14 | 9  | 11 | 14 | 13 | 13 | 13 | 13 | 13 | 10 | 12 | 12 | 10 | 9  | 8  | 7  | 8  | 9  | 8  | 8  | 7  | 7  | 7  | 7  | 6  | 7  | 7  | 7  | 7  | 7  |     | 7     |      |
| CSKA Moscou          | 1  | 7  | 4  | 8  | 5  | 4  | 4  | 6  | 4  | 4  | 4  | 4  | 3  | 3  | 3  | 4  | 3  | 3  | 3  | 5  | 5  | 3  | 3  | 3  | 3  | 4  | 2  | 3  | 3  | 2  | 1   |       |      |
| Dynamo Moscou        | 9  | 11 | 13 | 11 | 11 | 11 | 10 | 11 | 11 | 12 | 13 | 15 | 13 | 13 | 14 | 15 | 14 | 14 | 14 | 12 | 13 | 12 | 12 | 11 | 12 | 11 | 11 | 11 | 10 | 8  |     | 9     | 2    |
| FK Krasnodar         | 3  | 2  | 5  | 5  | 3  | 5  | 5  | 4  | 3  | 2  | 3  | 3  | 4  | 6  | 4  | 3  | 5  | 5  | 5  | 4  | 2  | 4  | 4  | 5  | 4  | 3  | 5  | 5  | 4  | 4  |     |       |      |
| Lokomotiv Moscou     | 6  | 1  | 1  | 2  | 2  | 3  | 2  | 2  | 2  | 3  | 2  | 2  | 2  | 1  | 1  | 1  | 1  | 1  | 1  | 1  | 1  | 1  | 1  | 1  | 1  | 1  | 1  | 1  | 1  | 1  | 17  |       |      |
| FK Oufa              | 4  | 6  | 6  | 4  | 7  | 6  | 7  | 8  | 9  | 11 | 10 | 10 | 7  | 8  | 7  | 8  | 6  | 7  | 6  | 6  | 6  | 6  | 6  | 6  | 7  | 6  | 6  | 6  | 6  | 6  |     |       |      |
| Oural Iekaterinbourg | 10 | 5  | 8  | 9  | 10 | 8  | 9  | 10 | 10 | 9  | 7  | 8  | 6  | 4  | 5  | 6  | 7  | 8  | 9  | 8  | 10 | 11 | 8  | 8  | 9  | 9  | 8  | 8  | 9  | 12 |     |       |      |
| FK Rostov            | 8  | 12 | 9  | 6  | 4  | 2  | 3  | 3  | 5  | 5  | 6  | 7  | 11 | 11 | 11 | 11 | 11 | 10 | 10 | 10 | 9  | 10 | 10 | 12 | 13 | 12 | 12 | 12 | 12 | 11 |     | 1     |      |
| Rubin Kazan          | 11 | 13 | 10 | 7  | 9  | 9  | 6  | 5  | 6  | 6  | 9  | 11 | 8  | 7  | 10 | 10 | 10 | 12 | 12 | 11 | 11 | 8  | 9  | 9  | 8  | 8  | 9  | 9  | 11 | 10 |     | 1     |      |
| SKA-Khabarovsk       | 16 | 15 | 16 | 16 | 14 | 14 | 14 | 15 | 14 | 15 | 15 | 14 | 15 | 15 | 16 | 16 | 16 | 16 | 16 | 16 | 16 | 16 | 16 | 16 | 16 | 16 | 16 | 16 | 16 | 16 |     | 5     | 25   |
| Spartak Moscou       | 7  | 10 | 7  | 10 | 8  | 10 | 11 | 9  | 8  | 8  | 8  | 6  | 5  | 5  | 6  | 5  | 4  | 4  | 4  | 3  | 3  | 2  | 2  | 2  | 2  | 2  | 3  | 2  | 2  | 3  |     |       |      |
| FK Tosno             | 15 | 16 | 15 | 12 | 12 | 12 | 12 | 12 | 12 | 13 | 14 | 13 | 14 | 14 | 13 | 13 | 13 | 13 | 13 | 14 | 12 | 13 | 14 | 15 | 15 | 15 | 15 | 15 | 15 | 15 |     | 13    | 10   |
| Zénith S-P           | 2  | 3  | 2  | 1  | 1  | 1  | 1  | 1  | 1  | 1  | 1  | 1  | 1  | 2  | 2  | 2  | 2  | 2  | 2  | 2  | 4  | 5  | 5  | 4  | 5  | 5  | 4  | 4  | 5  | 5  | 10  |       |      |

En gras et en italique, les équipes comptant au moins un match en retard :
1. ↑  CSKA Moscou-Amkar Perm, Lokomotiv Moscou-Akhmat Grozny et Zénith Saint-Pétersbourg-Dynamo Moscou, matchs de la 23e journée, sont joués entre la 26e et la 27e journée.

## Distinctions individuelles
| Rang | Joueur               | Club                     | Buts |
| ---- | -------------------- | ------------------------ | ---- |
| 1    | Quincy Promes        | Spartak Moscou           | 15   |
| 2    | Fiodor Smolov        | FK Krasnodar             | 14   |
| 3    | Viktor Claesson      | FK Krasnodar             | 10   |
| 3    | Jefferson Farfán     | Lokomotiv Moscou         | 10   |
| 3    | Aleksandr Kokorin    | Zénith Saint-Pétersbourg | 10   |
| 3    | Luiz Adriano         | Spartak Moscou           | 10   |
| 3    | Vitinho              | CSKA Moscou              | 10   |
| 8    | Ievgueni Markov (en) | FK Tosno Dynamo Moscou   | 9    |
| 9    | Eric Bicfalvi        | Oural Iekaterinbourg     | 8    |

| Rang | Joueur             | Club             | Passes décisives |
| ---- | ------------------ | ---------------- | ---------------- |
| 1    | Quincy Promes      | Spartak Moscou   | 7                |
| 2    | Viktor Claesson    | FK Krasnodar     | 6                |
| 2    | Alan Dzagoev       | CSKA Moscou      | 6                |
| 2    | Gökdeniz Karadeniz | Rubin Kazan      | 6                |
| 2    | Kirill Kombarov    | Arsenal Toula    | 6                |
| 2    | Luiz Adriano       | Spartak Moscou   | 6                |
| 2    | Anton Miranchuk    | Lokomotiv Moscou | 6                |
| 2    | Mauricio Pereyra   | FK Krasnodar     | 6                |

### Liste des 33 meilleurs joueurs de la saison
À l'issue de la saison, la fédération russe de football désigne les 33 meilleurs joueurs du championnat (ru).
Gardien
1. Igor Akinfeïev (CSKA Moscou)
2. Guilherme (Lokomotiv Moscou)
3. Andreï Louniov (Zénith Saint-Pétersbourg)

Arrière droit
1. Mário Fernandes (CSKA Moscou)
2. Igor Smolnikov (Zénith Saint-Pétersbourg)
3. Vladislav Ignatiev (Lokomotiv Moscou)

Défenseur central droit
1. Solomon Kvirkvelia (Lokomotiv Moscou)
2. Vassili Bérézoutski (CSKA Moscou)
3. Branislav Ivanović (Zénith Saint-Pétersbourg)

Défenseur central gauche
1. Andreas Granqvist (FK Krasnodar)
2. Sergueï Ignachevitch (CSKA Moscou)
3. Gueorgui Djikiya (Spartak Moscou)

Arrière gauche
1. Domenico Criscito (Zénith Saint-Pétersbourg)
2. Fiodor Koudriachov (Rubin Kazan)
3. Dmitri Kombarov (Spartak Moscou)

Milieu défensif
1. Igor Denissov (Lokomotiv Moscou)
2. Fernando (Spartak Moscou)
3. Pontus Wernbloom (CSKA Moscou)

Milieu droit
1. Alekseï Miranchuk (Lokomotiv Moscou)
2. Roman Zobnine (Spartak Moscou)
3. Daler Kouziaïev (Zénith Saint-Pétersbourg)

Milieu central
1. Aleksandr Golovine (CSKA Moscou)
2. Alan Dzagoïev (CSKA Moscou)
3. Iouri Gazinski (FK Krasnodar)

Milieu gauche
1. Manuel Fernandes (Lokomotiv Moscou)
2. Quincy Promes (Spartak Moscou)
3. Iouri Jirkov (Zénith Saint-Pétersbourg)

Attaquant droit
1. Aleksandr Kokorin (Zénith Saint-Pétersbourg)
2. Artyom Dziouba (Zénith Saint-Pétersbourg)
3. Fiodor Chalov (CSKA Moscou)

Attaquant gauche
1. Fiodor Smolov (FK Krasnodar)
2. Luiz Adriano (Spartak Moscou)
3. Jefferson Farfán (Lokomotiv Moscou)